# Steve Brinkman
Pour les articles homonymes, voir Brinkman.
Steve Brinkman est un joueur canadien de volley-ball né le 12 janvier 1978 à Toronto (Ontario). Il mesure 2,02 m et joue central. Il totalise 150 sélections en équipe du Canada.

## Clubs
| Club                | Pays     | De        | À         |
| ------------------- | -------- | --------- | --------- |
| Arago de Sète       | France   | 2000-2001 | 2000-2001 |
| Knack Roeselare     | Belgique | 2001-2002 | 2001-2002 |
| Arona Tenerife      | Espagne  | 2002-2003 | 2002-2003 |
| Volley Corigliano   | Italie   | 2004-2005 | 2004-2005 |
| Cagliari Volley     | Italie   | 2005-2006 | 2005-2006 |
| EA Patras           | Grèce    | 2006-2007 | 2006-2007 |
| Iraklis Salonique   | Grèce    | oct 2007  |           |
| Neftiyanik Iaroslav | Russie   |           | mai 2008  |
| CVM Tomis Constanţa | Roumanie | 2008-2009 | 2008-2009 |
| AZS Olsztyn         | Pologne  | 2009-2010 | …         |

## Palmarès
- Top Teams Cup (1)
  - Vainqueur : 2002
- Coupe d'Espagne (1)
  - Vainqueur : 2004